# Asplenium aureum
Asplenium aureum är en svartbräkenväxtart som beskrevs av Antonio José Cavanilles. Asplenium aureum ingår i släktet Asplenium och familjen Aspleniaceae. Inga underarter finns listade.